# 基里尔 (莫斯科牧首)

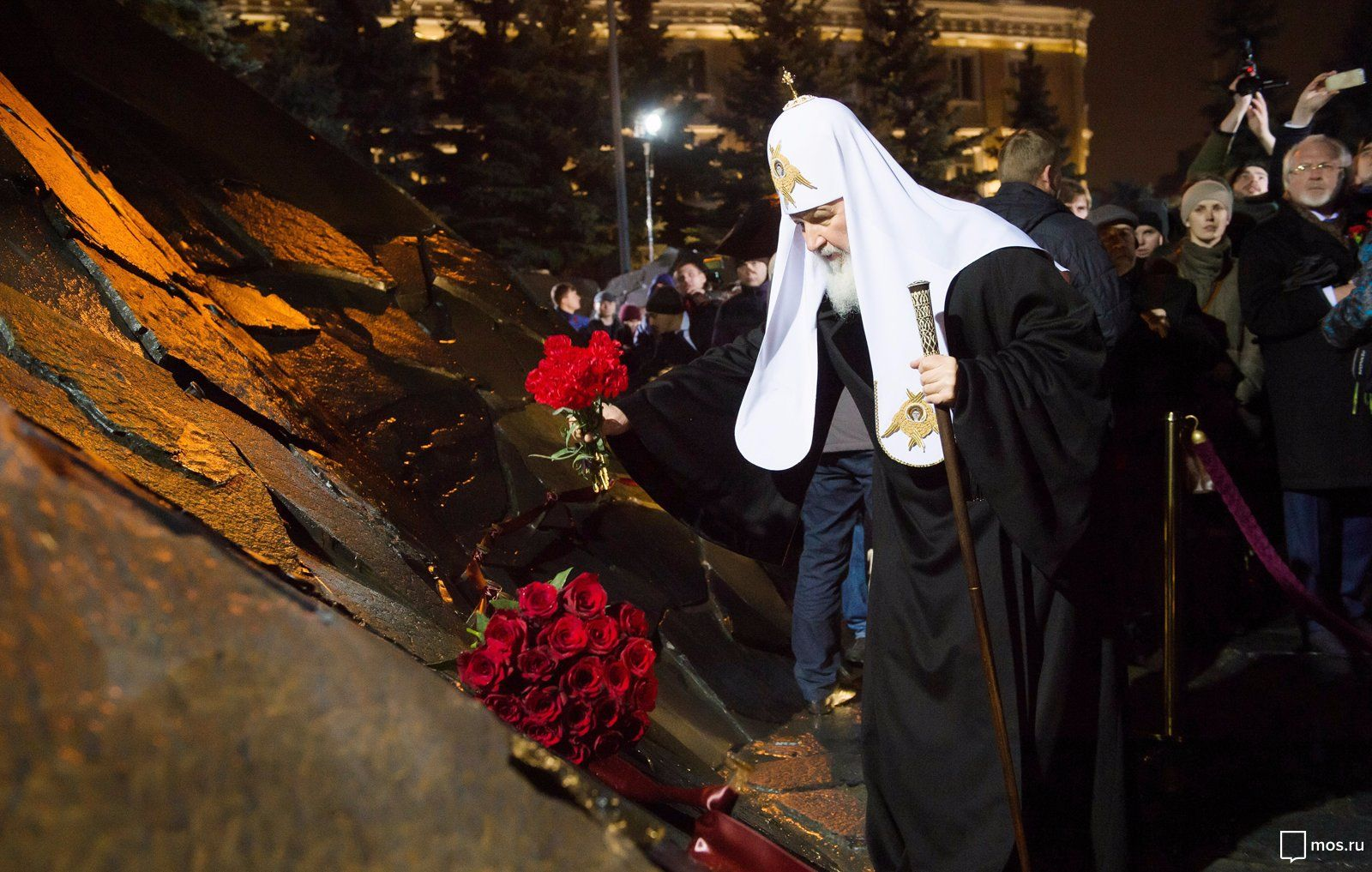
基里尔于2017年10月参加悲伤之墙纪念碑揭幕式。

基里尔（俄語：Кири́лл，俗名弗拉基米尔·米哈伊洛维奇·贡季亚耶夫，1946年11月20日—）是現任莫斯科及全俄羅斯牧首（第16任），即俄罗斯正教会的主教長。

## 生平

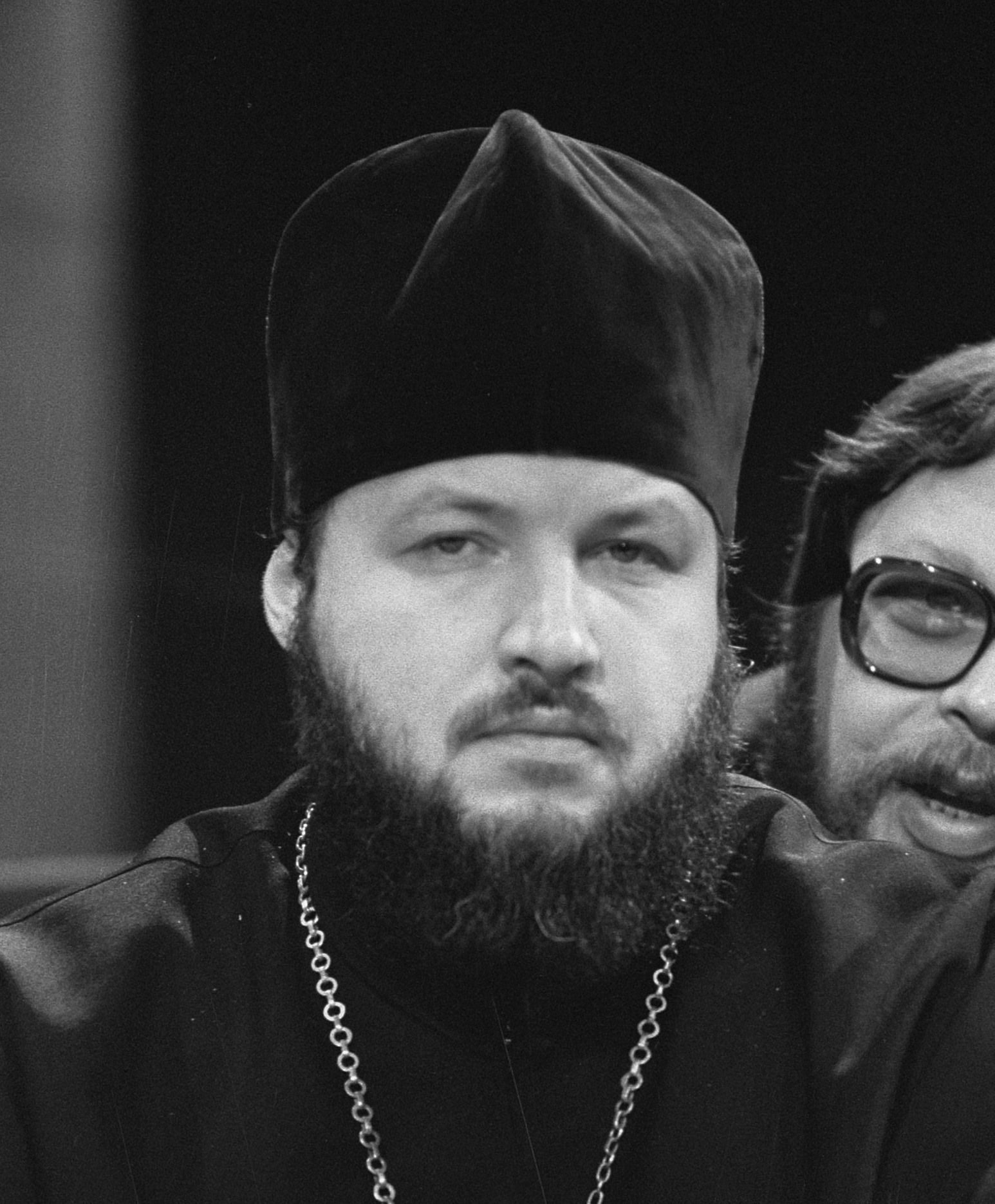
1981年时年轻的基里尔

1946年11月20日出生于列宁格勒。父亲米哈伊尔、祖父瓦西里都是神父，其母亲则是一名德语教师。基里尔于1962-1965年担任地质考察员，在西北地质局从事地质考察队队员工作。1965年高中毕业后就读列宁格勒属灵学校，之后继续读列宁格勒属灵大学院。1970年以优秀成绩毕业。1969年4月3日成为修道士，四日后成为修道执事。同年6月1日成为修道祭司。1988至1990年在列宁格勒属灵学校及大学院当信理老师和培养辅导者。兼任列宁格勒都主教尼哥德慕的秘书。1971至1974年在日内瓦当莫斯科牧首座在普世教会协会的代表。1974至1984年当列宁格勒属灵学校及大学院的校长。1976年3月14日祝圣为主教，任命为维堡主教及列宁格勒教区辅主教。1977年成为总主教。1984年12月26日成斯摩棱斯克总主教。1988年成为斯摩棱斯克和加里宁格勒的总主教。1989年11月13日被任命当莫斯科牧首座对外关系部部长。当主教神圣公会常任会员。1991年2月25日成为都主教。2009年1月27日罗斯正教会的地方教会大会选基里尔都主教为新任莫斯科和全罗斯牧首。2009年2月1日基里尔牧首登基大典在莫斯科举行。
2013年5月10日，基里尔牧首正式访华，成为历史上东西教会中首个与中国国家元首会面的首脑。他在哈尔滨圣母帡幪教堂和上海「罪人之保障—圣母」主教座堂(圣母大堂)举行祈正教侍奉圣礼。其后牧首接见了中国正教信徒。2016年2月12日，基里尔牧首与天主教教宗方济各会晤，实现了自1054年东西教会分裂以来首次，羅馬與莫斯科兩方教会首脑的会晤。二人会后发表了共同声明，反对中东对基督教的迫害以及应对欧洲世俗主义。

## 个人生活
基里爾是普京的親密盟友，他將普京的統治描述為「上帝的奇跡」。基里爾擔任莫斯科牧首期間，俄羅斯東正教更加向俄羅斯當局靠攏。他曾在2012年公開支持普京競選總統，並表示普京上台後糾正了俄羅斯歷史上的錯誤道路。他還曾在2012年5月7日和2018年5月兩次為普京連任舉行特別祈禱儀式。2024年9月12日，基里尔在圣彼得堡的游行演讲中称在俄罗斯生活是多么美好后不久病倒，现场引来了救护车和医护人员待命。俄罗斯媒体对于他的病情讲解不一，俄罗斯东正教则彻底否认基里尔患病的消息。

## 争议

### 持有名貴手錶
2012年，基里尔牧首在俄罗斯正教会的网站所发布的相片中，手戴价值超过20,000欧元的瑞士寶璣錶。当被问及此事时，牧首否认他曾佩戴此手表。并称写真是伪造的。然而正教会的官方网站上显示他的确佩戴了该手表。随后他发表声明，譴責伪造写真的人会受到严厉的惩罚。教会的发言人也补充说，谈论牧首的私人生活是不道德的。2012年4月4日，俄正教会宣布此事件是有人对牧首支持普京而做出的报复行为。

### 支持俄罗斯入侵乌克兰
2022年俄羅斯入侵烏克蘭期間，基里爾公開支持這次入侵。欧盟曾试图在同年6月第6轮对俄罗斯的制裁中，准备对基里尔支持战争实施个人制裁，但被匈牙利给阻止。
他祝福了在烏克蘭作戰的俄羅斯士兵，並聲稱俄軍選擇了一條非常正確的道路。他的言論遭到其他東正教神職人員的批評，君士坦丁堡普世牧首巴爾多祿茂一世譴責他對戰爭的支持「損害了整個東正教的威望」。荷蘭阿姆斯特丹的聖尼古拉斯教堂表示無法接受其對戰爭支持的態度，宣佈脫離莫斯科宗主教區，請求加入君士坦丁堡普世牧首區。立陶宛的俄羅斯正教會亦宣佈無法接受其政治觀點及看法，正在尋求從莫斯科宗主教區獨立。
4月3日，基里爾在俄罗斯武装力量主教座堂發表講話時讚揚了俄軍的「功績」，聲稱俄羅斯是「愛好和平」的。此前不久，布查大屠殺被烏克蘭及西方媒體披露。
4月10日，莫斯科宗主教聖統的烏克蘭正教會中200名神父公開向其他自治教會的主教長們發出請求，要求主教長們召集泛正教會級別的主教長會議，以審判基里爾宣揚「俄羅斯世界教義」的異端邪說、以及「祝福對烏克蘭的戰爭，全力支持俄軍在烏克蘭領土上的侵略性」的道德罪行。他們指出，他們「不能繼續以任何形式從屬於莫斯科牧首」，並要求主教長會議「將基里爾牧首繩之以法，並剝奪他持有牧首座的權利」。
2022年6月16日，英国就基里尔明确支持俄罗斯入侵乌克兰的行为，宣布对其实施旅行禁令和资产冻结的制裁措施，成为俄乌战争中第1个被制裁的宗教领袖。
2023年4月26日，捷克政府宣布已将基里尔列为国家制裁名单上的榜首。捷克外交部表示，由于基里尔经常在公开场合发表支持入侵乌克兰的言论，还为俄罗斯军队在那里犯下的暴行辩护，这些都可以在公开视频上找到。捷克外交部指出，制裁名单意味着后者被禁止进入欧盟和北约成员捷克共和国，并被禁止与捷克人进行任何金融交易。
2023年12月15日，基里尔遭到乌克兰方面通缉。
2024年10月1日，欧洲委员会议会大会通过一项「欧洲的宣传和信息自由」（Freedom of publicity and information in Europe）的决议，承认由基里尔领导的俄罗斯东正教是俄罗斯影响和宣传的工具，呼吁对俄罗斯宣传者和国家媒体实施制裁。

## 职务履历
1975-1982年——列宁格勒都主教区的主教公会首席。
1976-1978年——牧首在西欧督教区的督主教的代理人。
1976-1984年——主教公会基督宗教合一议题委员会的委员。
1978-1984年——牧首在芬兰堂区的管理人。
1978-1984年——莫斯科牧首座对外关系部部长在列宁格勒的代理人。
1990年——克服切尔诺贝利事件之后果委员会的委员。
1989-1996年——匈牙利正教总铎区的管理人。
1990-1991年——荷兰海牙教区的管理人。
1990-1993年——科尔松教区的管理人。
1990-1993年——主教神圣公会复兴宗教和伦理教育和慈善事业委员会的主席。
1994-2002年——重建基督救世者圣座堂公共协会的会员。
1995-2000年——筹备罗斯正教会之《教会与政府关系方面和社会问题的立场》通喻主教神圣公会的筹备委员会的主席。
2006-2008年——筹备《罗斯教会关于人的尊严、自由和权益的教导》通喻筹备团队的主理。
2008年至今——《经济和伦理》专家协会的主席。
1994-2009年——第一号广播电视台之《牧人之言》电视节目的作者和主持人。
1995年至今——俄罗斯当局奖赏文学和艺术优秀成就委员会的委员。
2005-2009年——筹备《罗斯教会对众宗教际关系的立场》通喻委员会的主席。
2005-2009年——筹备《罗斯教会对全球化的立场》通喻委员会的主席。
2006-2009年——《宗教维持和平》普世协会的联合主席。

## 所获荣誉
1970年获得列宁格勒属灵大学院的神学博士学位；
1987年——布达佩斯大神学院之荣誉神学博士；
1974-1984年——列宁格勒属灵大学院教父学系的副教授；
1996年——军事陆军大学荣誉教授；
2002年——佩鲁贾大学（意大利）之荣誉政治学博士；
2004年——华沙基督宗教大学院（波兰）之荣誉神学博士；
2004年——国立斯摩棱斯克人文大学荣誉教授；
2005年——阿斯特拉罕大学荣誉教授；
2005年——国立俄罗斯社会学大学荣誉博士；
2006年——波罗海军大学之荣誉教授；
2007年——国立圣彼得堡科技大学的荣誉博士。

## 专著
《教会圣职制度建立和发展；教会关于其恩宠性之教导》。列宁格勒，1971年。
《当代文明之挑战。正教会对其回应》。莫斯科，2002年。
《牧人之言。上帝和人。救援史》。莫斯科，2004年。
《喜讯和自由。传统的价值在世俗社会》。巴黎，2006年。（法文）
《自由和责任：追求和谐》。莫斯科，2008。
此外，国内外所发表地论著上700篇。